# Signal Fire (песня)
«Signal Fire» — песня британской альтернативной рок-группы Snow Patrol и единственный сингл из саундтрека к супергеройскому фильму «Человек-паук 3: Враг в отражении» (2007). Запись трека проходила в студии Grouse Lodge. За продюсирование отвечал Джекнайф Ли, который много лет работал со Snow Patrol. Изначально композиция писалась для мультфильма «Шрек Третий» (2007).
В Великобритании «Signal Fire» продавался на специальных виниловых пластинках в форме паутины и стал самым успешным синглом группы, достигнув 4-го места в одном из чартов. Несмотря на это, трек получил смешанные отзывы от критиков. В 2008 году клип на песню получил номинацию на премию MTV Video Music в категории «лучшее видео из фильма».

## Предыстория
В начале 2007 года Snow Patrol посетила студию Grouse Lodge, где записала песню «Signal Fire», за продюсирование которой отвечал Джекнайф Ли. Ранее в январе того же года барабанщик Джонни Куинн получил травму во время неудачного катания на сноуборде, из-за чего ему пришлось исполнить свою партию одной рукой.
Изначально Snow Patrol предложила демо песни создателям «Шрека Третьего», но те отказались. 5 марта 2007 года Гари Лайтбоди сообщил, что он и его группа приняли участие в написании музыки для блокбастера «Человек-паук 3: Враг в отражении». Впоследствии Куинн дал комментарий по этому поводу: «Трек не зашёл „Шреку“, но приглянулся „Человеку-пауку“». Лайтбоди не знал, как именно создатели «Врага в отражении» используют песню в фильме, однако музыкант был рад возможности внести свой вклад в развитие супергеройской франшизы: «„Signal Fire“ прозвучит в трейлерах и в самом фильме. Возможно она будет играть только в финальных титрах, но эй, это же Паучок!». В конечном итоге композиция звучала в титрах картины.

## Маркетинг и релиз
В 2007 году на официальном сайте Snow Patrol состоялся розыгрыш двух билетов на музыкальный фестиваль T in the Park; участники конкурса должны были записать ролик, в котором прозвучала бы «Signal Fire». Группа исполнила песню во время прямого эфира за несколько месяцев до её официального релиза. 5 апреля на сайте появилась обложка сингла. «Signal Fire» распространялся в трёх форматах: на виниловой пластинке, на компакт-диске и через цифровую загрузку в iTunes; 24 апреля состоялся релиз трека в США, а 30 апреля — в остальном мире.
2 мая компакт-диски с «Signal Fire» поступили в продажу на территории Австралии и Японии; в состав австралийского издания вошли три би-сайда. В Великобритании и Ирландии трек продавался на двух носителях — виниловой пластинке и компакт-диске; в обоих случаях он вышел 14 мая и включал в себя ремикс на песню «Wow». На сайте группы большой популярностью обзавёлся ремикс «Eddy TM Loser Remix» в исполнении Эдди Тэмпл-Морриса. Впоследствии ремикс вошёл в сборник «Temple-Morris Dance Rocks». Сингл выпускался на специальных виниловых пластинках в форме паутины с обложкой из ПВХ. На HMV и Amazon желающие могли оформить его предварительный заказ.

## Восприятие
Критики оценили сингл неоднозначно. Дженни Коул из musicOMH положительно отозвалась о «Signal Fire», назвав её «достойной песней, вне зависимости от того, написана она для блокбастера или нет». Рецензент выделила крещендо в конце песни, отметив «необычный темп, при звучании которого создаётся впечатление, что трек обретает полный смысл при наличии сопутствующих визуальных эффектов». Коул заключила, что песня «работает на удивление хорошо и становится всё более запоминающейся при каждом последующем переслушивании». По мнению Коул, «Snow Patrol удалось сохранить свой уникальный стиль, а это не всегда удаётся при написании саундтрека для франшизы». Рик Фултон из Daily Record присвоил «Signal Fire» 4 звезды из 5 и назвал его синглом недели. Billboard также похвалил трек и охарактеризовал его, как «мощную песню о любви, написанную от первого лица»; кроме того, рецензенту понравился вокал Лайтбоди.
С другой стороны, Stereogum раскритиковал сингл, назвав его «унылым», а также высмеял группу за «эффектное исполнение фортепианного сап-рока, которое может понравится разве что мамулям и неопытным влюблённым». New Musical Express назвал сингл «однообразным» и «неоригинальным», со «свойственными Snow Patrol медленным припевом, ощутимым продюсерским влиянием и проникновенной лирикой». Также он описал песню, как «пустышку, типичную для летнего блокбастера вроде Паучка». Впервые Snow Patrol исполнили песню в живую 5 июня 2007 года в заведении «King Tut’s Wah Wah Hut» для Xfm; зрители положительно отозвались о выступлении группы.
Hot Press похвалил ремикс Эдди Темпла-Морриса и заказал десять копий виниловых пластинок, назвав издание «отличным».
Сингл попал в шесть мировых чартов и оставался в них в течение пятидесяти семи недель. В чарте Великобритании он достиг 4-го места, в чарте Ирландии — 2-го. Также он вошёл в топ-30 треков Австралии и Франции. На сегодняшний день «Signal Fire» достиг наивысшей позиции в чартах среди всех синглов Snow Patrol. В 2008 году клип на этот трек получил номинацию на премию MTV Video Music Awards Japan в категории «лучшее видео из кинофильма», но проиграл «Beautiful World» в исполнении Хикару Утаде.

## Клип
Съёмки клипа на песню проходили в Канаде, а его релиз состоялся 13 апреля на сайте Q. 16 апреля 2007 года на официальном сайте группы был выложен 60-секундный рекламный ролик; полную версию видео можно было просмотреть в разделе «участники». За режиссуру клипа отвечал Пол Макгиган, который ранее работал с группой над клипом на «Set the Fire to the Third Bar».
Песня группы звучит на фоне школьной постановки первых двух фильмов о Человеке-пауке. В открывающей сцене родители детей идут в актовый зал, проходя мимо афиши «Сегодня вечером: Человек-паук». Занавес открывается, и на сцене появляются дети, исполняющие роли Питера Паркера и Мэри Джейн Уотсон. В то время как Паркер фотографирует Уотсон, на сцену опускается мальчик в костюме паука и кусает Питера в шею. В следующей сцене Паркер из окна своей комнаты наблюдает за тем, как Уотсон расчёсывает волосы. Затем он ложится спать перед началом припева.
Во время припева Паркер «корчится» на кровати, после чего молодой человек разрывает рубашку и обнажает костюм Человека-паука. В дальнейшем он, уже в полном костюме, карабкается по стенам зданий Нью-Йорка. Супергерой останавливает совершивших ограбление банка бандитов и окутывает их паутиной до приезда полиции; за происходящим наблюдает мальчик в костюме паука. Затем ребёнок показывает доску с надписью «Человек-паук спасает положение !!!», а Уотсон теряет сознание.
В следующей сцене Зелёный гоблин пытается похитить Уотсон, но Человек-паук дезориентирует его своей паутиной, дав девушке возможность убежать. Затем появляется Доктор Осьминог и начинает сеять хаос в городе. Он предпринимает попытку захватить Уотсон в автобусе, но та сбегает. Человек-паук прибывает на бой со злодеем и «убивает» его. После этого Уотсон снимает очки с Человека-паука и узнаёт тайну его личности. К ней подходит мальчик в костюме паука и целует в щёку. Дети кланяются перед аплодирующей публикой. Появляется «чёрный Человек-паук», который держит доску с надписью «Скоро! Человек-паук 3».

## Трек-лист
| - UK/Irish CD single: 1. «Signal Fire» — 3:57 2. «Wow» (Ремикс Eddy TM Loser) — 5:39 - UK/Irish Web-shaped Vinyl: A: «Signal Fire» — 3:57 B: «Wow» (Ремикс Eddy TM Loser) — 5:39 - Digital Download: 1. «Signal Fire» — 3:57 | - Australian CD single: 1. «Signal Fire» — 3:57 2. «Chocolate» (Live) — 3:03 3. «Run» (Live) — 5:38 4. «Spitting Games» (Live) — 4:17 Live tracks recorded at Columbiahalle, Berlin on 9 February 2007. - UK Promo CD: 1. «Signal Fire» (альбом) — 4:29 |

## Чарты

### Еженедельные чарты
| Чарт (2007)              | Лучший результат |
| ------------------------ | ---------------- |
| ARIA Singles Chart       | 22               |
| French Singles Chart     | 23               |
| Irish Singles Chart      | 2                |
| Japanese Singles Chart   | 75               |
| Swiss Charts             | 48               |
| UK Singles Chart         | 4                |
| European Hot 100 Singles | 11               |
| US Billboard Hot 100     | 65               |

### Ежегодные чарты
| Chart (2007)     | Position |
| ---------------- | -------- |
| UK Singles Chart | 100      |

## Персонал
Snow Patrol
- Гари Лайтбоди — ведущий вокалист, гитарист
- Нэйтан Коннолли — гитарист, бэк-вокалист
- Пол Уилсон — бас-гитарист, бэк-вокалист
- Джонни Куинн — барабанщик
- Том Симпсон — клавишник, бэк-вокалист

Другие участники
- Джекнайф Ли — продюсер, программист, миксинг-инженер
- Кензо Тауншенд — миксинг-инженер
- Нил Комбер — миксинг-инженер (ассистент)
- Джон Дэвис — мастеринг-инженер
- Джеймс Банбери — струнный оранжировщик[36]

## История релизов
| Страна / регион | Дата                | Формат                                        |
| --------------- | ------------------- | --------------------------------------------- |
| США             | 24 апреля 2007 года | iTunes                                        |
| Мир             | 30 апреля 2007 года | iTunes                                        |
| Австралия       | 2 мая 2007 года     | Компакт-диск                                  |
| Япония          | 2 мая 2007 года     | Компакт-диск                                  |
| Великобритания  | 14 мая 2007 года    | Компакт-диск, специальная виниловая пластинка |
| Ирландия        | 14 мая 2007 года    | Компакт-диск, специальная виниловая пластинка |